# 裸耳飞蜥
裸耳飞蜥（学名：Draco blanfordii）为鬣蜥科飞蜥属的爬行动物。分布于泰国、缅甸、马来半岛以及中国大陆的云南等地。其可借助翼膜从一棵树滑翔至另一棵树。

## 保护
本种于2023年被收录入《有重要生态、科学、社会价值的陆生野生动物名录》。